# Afrikanische Union
Die Afrikanische Union (arabisch الاتحاد الأفريقي, DMG al-Ittiḥād al-Ifrīqī, englisch African Union, französisch Union africaine, portugiesisch União Africana, spanisch Unión Africana, Swahili Umoja wa Afrika) ist eine Internationale Organisation, die 2002 die Nachfolge der Organisation für Afrikanische Einheit (OAU) angetreten hat und sich für Kooperation auf allen Gebieten einsetzt. Sie ist ein Zusammenschluss von anfangs 53, inzwischen 55  afrikanischen Staaten (Westsahara ist Mitglied der Afrikanischen Union, sein völkerrechtlicher Status allerdings umstritten). Mitgliedstaaten der AU sind alle international allgemein anerkannten afrikanischen Staaten, einschließlich Westsaharas. Marokko wurde am 30. Januar 2017 nach 33 Jahren Abwesenheit wieder in die Organisation aufgenommen.
Der Hauptsitz der Organisation befindet sich im äthiopischen Addis Abeba, das Panafrikanische Parlament im südafrikanischen Midrand.

## Geschichte und Entwicklung

Farbe entspricht dem jeweiligen Beitrittsjahr zur OAU, der Vorgängerorganisation der AU, bzw. zur AU

Auf der 4. OAU-Sondersitzung am 9. September 1999 im libyschen Sirte verabschiedeten die Teilnehmer eine Gründungsabsichtserklärung. Das diesem Beschluss zugrundeliegende Dokument wird Sirte-Deklaration genannt. In Lomé (Togo) beschlossen die Vertreter des 36. turnusgemäßen Gipfeltreffens am 11. Juli 2000 das Gründungsstatut (Constitutive Act of the African Union) der Afrikanischen Union (AU).
Ein Beschluss des Gipfeltreffens vom Juli 2001 in Lusaka (Sambia) sah dann einen Maßnahmenplan für den Übergang zur neuen Organisation vor. Mit dem gemeinsamen Gipfeltreffen (First Ordinary Session of the Assembly of Heads of State and Government of the AU) der Staatsoberhäupter der AU und der Afrikanischen Wirtschaftsgemeinschaft vom 9. bis 11. Juli 2002 im südafrikanischen Durban nahm die AU ihre reguläre Arbeit auf.
Damit löste sie die Organisation für Afrikanische Einheit (OAU) ab, hatte aber mehr Kompetenzen als diese. Die Verträge zur Auflösung der am 25. Mai 1963 gegründeten OAU waren zuvor von 45 der 54 Staaten ratifiziert worden. Marokko, das wegen des Konfliktes um die Demokratische Arabische Republik Sahara 1984 aus der Vorgängerorganisation OAU ausgetreten war, ist nach drei Jahrzehnten im Januar 2017 als Mitglied in die Afrikanische Union aufgenommen worden.
Die Initiative zur Gründung der neuen Afrikanischen Union geht auf den libyschen Revolutionsführer Muammar al-Gaddafi zurück. Er war vehement für die Idee einer Union eingetreten und hatte mit großem finanziellen Aufwand bei den afrikanischen Staatschefs dafür geworben. Der Gründungsvertrag der Afrikanischen Union (Constitutive Act) orientiert sich vor allem am Vorbild der Europäischen Union (EU). Weitere Gründungsakte enthalten unter anderem Erklärungen zur Achtung der Menschenrechte und zur Souveränität der Mitgliedstaaten, aber auch einen Absatz zum Eingreifen der Union in Mitgliedstaaten unter bestimmten Voraussetzungen. Artikel 30 des Gründungsvertrags knüpft an die innerstaatliche Legitimität der Staatsgewalt der Mitgliedstaaten an. Demnach sollen Regierungen, die verfassungswidrig an die Macht gekommen sind, von der Teilnahme an den Aktivitäten der Afrikanischen Union ausgeschlossen werden. Gemäß Art. 33 Abs. 1 des Gründungsvertrags ging zudem die Afrikanische Wirtschaftsgemeinschaft in der AU auf.
Barack Obama sprach am 28. Juli 2015 als erster US-Präsident vor der Afrikanischen Union in Addis Abeba.
2023 beschloss die Gruppe wichtiger Industrie- und Schwellenländer im Rahmen des Gipfels in Indien die AU als G20-Mitglied aufzunehmen. Sie ist nach der EU die zweite Regionalorganisation, die Mitglied der Gruppe ist.

## Organe und Organisationen

### Überblick
Die Organe der Union sind in Artikel 5 der Gründungsakte aufgezählt und werden in weiteren Artikeln näher bestimmt. Neben den ausdrücklich genannten Organen – Unionsversammlung als oberstes Organ (Art. 6 ff.), Exekutivrat (Art. 10 ff.), Panafrikanisches Parlament (Art. 17), Gerichtshof (Art. 18), Kommission (Art. 20), ständiger Vertretungsausschuss (Art. 21), sieben spezielle Ausschüsse für Technik (Art. 14 ff.), Wirtschafts-, Sozial- und Kulturrat (Art. 22) sowie die drei Finanzinstitutionen Afrikanische Zentralbank, Afrikanischer Währungsfonds und Afrikanische Investmentbank (Art. 19) – wird der Generalversammlung die Errichtung weiterer Organe vorbehalten.
Ergänzend gelten die Bestimmungen des Vertrages zur Gründung der Afrikanischen Wirtschaftsgemeinschaft, so etwa Art. 18 in Bezug auf den Gerichtshof.
Der erste Vorsitzende der Kommission der Afrikanischen Union, der bisherige Generalsekretär der OAU und frühere Außenminister der Elfenbeinküste Amara Essy, wurde bei dem Gipfeltreffen in Lusaka (Sambia) in sein Amt gewählt.
Im Februar 2003 einigte sich die AU auf die Errichtung einer Afrikanischen Bereitschaftstruppe (ASF) und eines Friedens- und Sicherheitsrates (PSC) nach Vorbild der Vereinten Nationen mit Interventionsrecht, welcher am 25. Mai 2004 offiziell eingerichtet wurde. 2008 kam die ASF auf den Komoren zum Einsatz.
Im März 2004 wurde die erste Sitzung des Panafrikanischen Parlaments innerhalb der AU feierlich eröffnet. Erste Parlamentspräsidentin ist Gertrude Mongella aus Tansania. Das AU-Parlament hat beratende Funktion und hat seinen Sitz in der südafrikanischen Stadt Midrand, wo am 16. September 2004 die erste Arbeitssitzung stattfand.
Seit Dezember 2004 engagierte sich die AU drei Jahre lang mit der friedensüberwachenden Mission AMIS bzw. seit Dezember 2007 mit der UNAMID (gemeinsam mit den Vereinten Nationen) in der Krisenregion Darfur im Sudan.
Das wirtschaftliche Entwicklungsprogramm wird in der AU über die NEPAD geleitet. Die Afrikanische Union nutzt das Programm African Peer Review Mechanism zur gegenseitigen Evaluation der Qualität des Regierungshandelns.
Für die Energiewirtschaft wurde die Afrikanische Energiekommission gegründet.
Zur gemeinsam koordinierten Vorbeugung und Bekämpfung von Epidemien in Afrika gründete die AU 2016 die Africa Centres for Disease Control and Prevention (Africa CDC) mit ihren aktuell fünf regionalen Zentren auf dem Kontinent.
Im April 2025 nahm die Afrikanische Weltraumorganisation ihren Betrieb auf.

### Statistikarbeiten
Das African Statistical Yearbook (ASYB) (deutsch etwa: „Statistisches Jahrbuch Afrikas“) führt Statistikdaten aus den Mitgliedsländern der Afrikanischen Union auf. Es ist ein unter Leitung des African Statistical Coordination Committee (ASCC) erstelltes Produkt. Die darin enthaltenen Statistikdaten sind das Resultat der Zusammenarbeit zwischen der Afrikanische Entwicklungsbank (AfDB), der African Union Commission (AUC) und der Wirtschaftskommission für Afrika der Vereinten Nationen (United Nations Economic Commission for Africa UN/ECA), um das Risiko inkonsistenter Informationen, die sonst von den drei Organisationen erstellt würden, zu minimieren und verringert zudem die Berichtspflicht der Mitgliedstaaten, die andernfalls verpflichtet wären, Daten separat an jede Institution zu übermitteln, womit Kosten, Zeit gespart und die statistische Qualität und Übersicht erhöht wird. Die zentrale Koordinierung liegt beim African Centre for Statistics der Vereinten Nationen. Die Herstellung des Jahrbuchs erfolgt am Sitz der AU in Addis Abeba unter Herausgeberschaft der ECA. In eigener Herausgeberschaft der AU erschien 2017 erstmals ein Labour Migration Statics Report (deutsch etwa: „Statistikbericht der Arbeitsmigration“).

## Mitglieder der AU

Mitgliedschaften der einzelnen Staaten
(Stand: 29. Dezember 2020)

Durch die europäisch-koloniale Vergangenheit Afrikas werden in den meisten Mitgliedstaaten neben den traditionell verwendeten auch eine oder mehrere europäische Verkehrssprachen verwendet. Am verbreitetsten sind diesbezüglich Französisch (vor allem im Norden und Westen) und Englisch (vor allem im Osten und Süden), die auch als Arbeitssprachen der AU fungieren. Die größte Volkswirtschaft Afrikas ist Südafrika, die zusammen mit denen Nigerias, Ägyptens, Algeriens und Marokkos knapp zwei Drittel des gesamten AU-Bruttoinlandsprodukts (Bruttoregionalprodukt) generiert. Die Bevölkerungen der Mitgliedsländer sind in ihrer Größe sehr unterschiedlich. Nigeria besitzt den höchsten Anteil an ihrer Gesamtzahl, gefolgt von Äthiopien, Ägypten, Demokratische Republik Kongo und Südafrika. Bis 2025 werden voraussichtlich 1,5 Mrd. Menschen auf dem Kontinent leben und bis 2050 fast doppelt so viele. Die Lebenserwartung lag 2013 bei nur 59 Jahren und ist damit im globalen Vergleich sehr niedrig. Dementsprechend war der Anteil der über 60-Jährigen mit 4 % gering, wohingegen 41 % der Bevölkerung zu den unter 15-Jährigen zählten.
| Staat                        | Hauptstadt                     | Bevölkerung   | Bevölkerung | Fläche     | Fläche | BIP (Mio. USD; 2016) | Amtssprache(n) | Beitritt (zu OAU oder AU)     | Suspendierung       |
| Staat                        | Hauptstadt                     | (2017)a       | %           | (km²)      | %      | BIP (Mio. USD; 2016) | Amtssprache(n) | Beitritt (zu OAU oder AU)     | Suspendierung       |
| ---------------------------- | ------------------------------ | ------------- | ----------- | ---------- | ------ | -------------------- | --- | ----------------------------- | ------------------- |
| Afrikanische Union           | Addis Abeba                    | 1.255.134.369 | 100         | 30.093.154 | 100    | 2.365.243 (2018)     | Arabisch, Englisch, Französisch, Portugiesisch, Spanisch, Swahili, jede andere afrikanische Sprache                          | –                             | –                   |
| Ägypten                      | Kairo                          | 97.553.151    | 7,77        | 1.001.449  | 3,33   | 266.653              | Arabisch | 25. Mai 1963                  | 2013–2014           |
| Algerien                     | Algier                         | 41.318.142    | 3,29        | 2.381.741  | 7,91   | 153.515              | Arabisch, Kabylisch | 25. Mai 1963                  |                     |
| Angola                       | Luanda                         | 29.784.193    | 2,37        | 1.246.700  | 4,14   | 108.746              | Portugiesisch | 11. Feb. 1975                 |                     |
| Äquatorialguinea             | Malabo                         | 1.267.689     | 0,10        | 28.051     | 0,09   | 10.680               | Portugiesisch, Spanisch, Französisch                                                                                         | 12. Okt. 1968                 |                     |
| Äthiopien                    | Addis Abeba                    | 104.957.438   | 8,35        | 1.127.127  | 3,75   | 65.691               | Amharisch | 25. Mai 1963                  |                     |
| Benin                        | Porto-Novo                     | 11.175.692    | 0,89        | 112.620    | 0,37   | 8.025                | Französisch | 25. Mai 1963                  |                     |
| Botswana                     | Gaborone                       | 2.291.661     | 0,18        | 582.000    | 1,93   | 14.176               | Englisch, Setswana | 31. Okt. 1966                 |                     |
| Burkina Faso                 | Ouagadougou                    | 19.193.382    | 1,53        | 274.200    | 0,91   | 10.668               | Französisch | 25. Mai 1963                  |                     |
| Burundi                      | Bujumbura                      | 10.864.245    | 0,86        | 27.834     | 0,09   | 2.732                | Englisch, Französisch, Kirundi                                                                                               | 25. Mai 1963                  |                     |
| Dschibuti                    | Dschibuti                      | 956.985       | 0,08        | 23.200     | 0,08   | 1.710                | Arabisch, Französisch | 27. Juni 1977                 |                     |
| Elfenbeinküste               | Yamoussoukro                   | 24.294.750    | 1,93        | 322.461    | 1,07   | 33.031               | Französisch | 25. Mai 1963                  | 2010–2011           |
| Eritrea                      | Asmara                         | 5.068.831     | 0,40        | 121.144    | 0,40   | 5.235                | Arabisch, Tigrinya | 24. Mai 1993                  | 2008–2011 seit 2021 |
| Eswatini                     | Mbabane                        | 1.367.254     | 0,11        | 17.363     | 0,06   | 3.813                | Englisch, Siswati | 24. Sep. 1968                 |                     |
| Gabun                        | Libreville                     | 2.025.137     | 0,16        | 267.667    | 0,89   | 13.149               | Französisch | 25. Mai 1963                  |                     |
| Gambia                       | Banjul                         | 2.100.568     | 0,17        | 11.295     | 0,04   | 934                  | Englisch | 9. März 1965                  |                     |
| Ghana                        | Accra                          | 28.833.629    | 2,30        | 238.537    | 0,79   | 40.012               | Englisch | 25. Mai 1963                  |                     |
| Guinea                       | Conakry                        | 12.717.176    | 1,01        | 245.857    | 0,82   | 6.395                | Französisch | 25. Mai 1963                  | seit 2021           |
| Guinea-Bissau                | Bissau                         | 1.861.283     | 0,15        | 36.125     | 0,12   | 1.103                | Portugiesisch | 19. Nov. 1973                 |                     |
| Kamerun                      | Yaoundé                        | 24.053.727    | 1,91        | 475.442    | 1,58   | 29.639               | Englisch, Französisch | 25. Mai 1963                  |                     |
| Kap Verde                    | Praia                          | 546.388       | 0,04        | 4.033      | 0,01   | 1.403                | Portugiesisch | 18. Juli 1975                 |                     |
| Kenia                        | Nairobi                        | 49.699.862    | 3,97        | 582.646    | 1,94   | 66.596               | Englisch, Swahili | 13. Dez. 1963                 |                     |
| Komoren                      | Moroni                         | 813.912       | 0,06        | 1.862      | 0,01   | 1.129                | Arabisch, Französisch, Komorisch                                                                                             | 18. Juli 1975                 |                     |
| Demokratische Republik Kongo | Kinshasa                       | 81.339.988    | 6,47        | 2.345.410  | 7,79   | 37.675               | Französisch | 25. Mai 1963                  |                     |
| Republik Kongo               | Brazzaville                    | 5.260.750     | 0,42        | 342.000    | 1,14   | 7.505                | Französisch | 25. Mai 1963                  |                     |
| Lesotho                      | Maseru                         | 2.233.339     | 0,18        | 30.355     | 0,10   | 2.020                | Englisch, Sesotho | 31. Okt. 1966                 |                     |
| Liberia                      | Monrovia                       | 4.731.906     | 0,38        | 111.370    | 0,37   | 2.999                | Englisch | 25. Mai 1963                  |                     |
| Libyen                       | Tripolis                       | 6.374.616     | 0,51        | 1.775.500  | 5,90   | 40.209               | Arabisch | 25. Mai 1963                  |                     |
| Madagaskar                   | Antananarivo                   | 25.570.895    | 2,03        | 587.041    | 1,95   | 10.517               | Französisch, Malagasy | 25. Mai 1963                  | 2009–2014           |
| Malawi                       | Lilongwe                       | 18.622.104    | 1,48        | 118.480    | 0,39   | 4.780                | Chichewa, Englisch | 13. Juli 1964                 |                     |
| Mali                         | Bamako                         | 18.541.980    | 1,48        | 1.240.192  | 4,12   | 12.942               | Französisch | 25. Mai 1963                  | 2012 seit 2020      |
| Marokko                      | Rabat                          | 35.739.580    | 2,84        | 446.550    | 1,48   | 91.358               | Arabisch, Marokkanisches Tamazight                                                                                           | 25. Mai 1963/ 31. Januar 2017 |                     |
| Mauretanien                  | Nouakchott                     | 4.420.184     | 0,35        | 1.030.700  | 3,43   | 4.292                | Arabisch | 25. Mai 1963                  | 2005–2009           |
| Mauritius                    | Port Louis                     | 1.265.138     | 0,10        | 2.040      | 0,01   | 10.841               | Englisch | Aug. 1968                     |                     |
| Mosambik                     | Maputo                         | 29.668.834    | 2,36        | 801.590    | 2,66   | 10.214               | Portugiesisch | 18. Juli 1975                 |                     |
| Namibia                      | Windhoek                       | 2.533.794     | 0,20        | 824.292    | 2,74   | 10.177               | Englisch | Juni 1990                     |                     |
| Niger                        | Niamey                         | 21.477.348    | 1,71        | 1.267.000  | 4,21   | 7.096                | Französisch | 25. Mai 1963                  | 2010–2011 seit 2023 |
| Nigeria                      | Abuja                          | 190.886.311   | 15,20       | 923.768    | 3,07   | 400.365              | Englisch, Hausa, Igbo, Yoruba                                                                                                | 25. Mai 1963                  |                     |
| Ruanda                       | Kigali                         | 12.208.407    | 0,97        | 26.338     | 0,09   | 7.876                | Englisch, Französisch, Kinyarwanda, Swahili                                                                                  | 25. Mai 1963                  |                     |
| Sambia                       | Lusaka                         | 17.094.130    | 1,36        | 752.614    | 2,50   | 20.090               | Englisch | 16. Dez. 1964                 |                     |
| São Tomé und Príncipe        | São Tomé                       | 204.327       | 0,01        | 1.001      | 0,00   | 334                  | Portugiesisch | 18. Juli 1975                 |                     |
| Senegal                      | Dakar                          | 15.850.567    | 1,26        | 197.722    | 0,66   | 12.725               | Französisch | 25. Mai 1963                  |                     |
| Seychellen                   | Victoria                       | 94.737        | 0,01        | 455        | 0,00   | 1.196                | Englisch, Französisch, Seychellenkreol                                                                                       | 29. Juni 1976                 |                     |
| Sierra Leone                 | Freetown                       | 7.557.212     | 0,60        | 71.740     | 0,24   | 3.568                | Englisch | 25. Mai 1963                  |                     |
| Simbabwe                     | Harare                         | 16.529.904    | 1,32        | 390.757    | 1,30   | 14.263               | Chewa, Chibarwe, Englisch, Kalanga, Khoisan, Nambya, Ndau, Nord-Ndebele, Shangani, Sotho, Shona, Tonga, Tswana, Venda, Xhosa | 18. Juni 1980                 |                     |
| Somaliac                     | Mogadischu                     | 14.742.523    | 1,17        | 637.657    | 2,12   | 1.158                | Arabisch, Somali | 25. Mai 1963                  |                     |
| Südafrika                    | Pretoria Kapstadt Bloemfontein | 56.717.156    | 4,52        | 1.219.912  | 4,05   | 263.648              | Afrikaans, Englisch, Süd-Ndebele, isiXhosa, isiZulu, Nord-Sotho, Sesotho, Setswana, Siswati, Tshivenda, Xitsonga             | 6. Juni 1994                  |                     |
| Sudan                        | Khartum                        | 40.533.330    | 3,23        | 1.886.068  | 6,26   | 83.004               | Arabisch, Englisch | 25. Mai 1963                  | 2019 seit 2021      |
| Südsudan                     | Juba                           | 12.575.714    | 1,00        | 619.745    | 2,06   | 6.444                | Englisch | 27. Juli 2011                 |                     |
| Tansania                     | Dodoma                         | 57.310.019    | 4,57        | 945.087    | 3,14   | 45.548               | Englisch, Swahili | 25. Mai 1963                  |                     |
| Togo                         | Lomé                           | 7.797.694     | 0,62        | 56.785     | 0,19   | 3.880                | Französisch | 25. Mai 1963                  |                     |
| Tschad                       | N’Djamena                      | 14.899.994    | 1,19        | 1.284.000  | 4,27   | 10.418               | Arabisch, Französisch | 25. Mai 1963                  |                     |
| Tunesien                     | Tunis                          | 11.532.127    | 0,92        | 163.610    | 0,54   | 38.955               | Arabisch | 25. Mai 1963                  |                     |
| Uganda                       | Kampala                        | 42.862.958    | 3,42        | 241.040    | 0,80   | 23.294               | Englisch, Swahili | 25. Mai 1963                  |                     |
| Westsaharad                  | El Aaiún (de jure)             | 552.628       | 0,04        | 266.000    | 0,9    | –                    | Arabisch, Spanisch | 22. Feb. 1982                 |                     |
| Zentralafrikanische Republik | Bangui                         | 4.659.080     | 0,37        | 622.984    | 2,07   | 1.780                | Französisch, Sango | 25. Mai 1963                  | 2013–2016           |

a Schätzungen

b Anteil am BIP von 2009.

c Aufgrund des anhaltenden Bürgerkrieges sind Daten aus Somalia grob geschätzt (mit Ausnahme des BIP).

d Anders als die AU als Ganzes erkennen die meisten Mitgliedstaaten die Republik nicht an (nur 19 AU-Staaten erkennen sie an, 17 weitere haben eine frühere Anerkennung zurückgezogen). Das von einer Exilregierung in Algerien beanspruchte Staatsgebiet steht fast vollständig unter der Kontrolle Marokkos.

### Suspendierte Mitglieder
- Aufgrund des Militärputsches in Mauretanien wurde dieser Mitgliedstaat am 5. August 2005 „bis zur Wiederherstellung der verfassungsmäßigen Ordnung“ vorübergehend aus der AU ausgeschlossen, 2007 aber zunächst rehabilitiert. Nach einem weiteren Militärputsch am 6. August 2008 beschloss die AU, erneut Vorbereitungen für die Suspendierung der Mitgliedschaft des Landes zu treffen.
- Im Dezember 2008 wurde auch Guineas Mitgliedschaft wegen eines Militärputsches suspendiert. Diese Suspendierung wurde im Dezember 2010 aufgehoben, da das Land wieder zur verfassungsmäßigen Ordnung zurückgekehrt sei.[24] Seit 2021 ist das Land nach einem erneuten Putsch wieder suspendiert.[25]
- Madagaskar wurde nach dem Umsturz 2009 suspendiert.[26] Die Afrikanische Union nahm Madagaskar nach neuen Wahlen am 28. Januar 2014 wieder als vollwertiges Mitglied auf.[27]
- Im November 2009 berief Eritrea seinen Botschafter bei der AU ab. Im Mai desselben Jahres hatte die AU Sanktionen gegen Eritrea wegen dessen Unterstützung für Islamisten in Somalia gefordert.[28][29]
- Am 20. Februar 2010 wurde Niger wegen des Militärputsches suspendiert.[30] Nach der Durchführung von Parlamentswahlen und der Wahl von Mahamadou Issoufou zum neuen Präsidenten Anfang 2011 hob die AU die Suspendierung im März 2011 wieder auf.[31]
- Nach den Präsidentschaftswahlen in der Elfenbeinküste 2010 wurde die Mitgliedschaft der Elfenbeinküste ausgesetzt, solange Laurent Gbagbo die Präsidentschaft nicht an Alassane Ouattara übergäbe.[32] Dies erfolgte am 21. Mai 2011.
- Wegen des malischen Staatsstreichs 2012 wurde Mali für einige Monate suspendiert. Nach dem Putsch im August 2020 wurde die Mitgliedschaft erneut ausgesetzt.[33]
- Nach dem Putsch am 24. März 2013 wurde die Zentralafrikanische Republik am 25. März suspendiert.[34] Im April 2016 wurde die Suspendierung wieder aufgehoben.[35]
- Nach einem Militärputsch wurde Ägypten im Juli 2013 suspendiert.[36] 2014, im Anschluss an die ersten allgemeinen Wahlen nach dem Putsch, wurde die Suspendierung wieder aufgehoben.[37]
- Am 6. Juni 2019 wurde der Sudan suspendiert, da Paramilitärs im Zuge des dortigen Machtwechsels zahlreiche Bürger getötet hatte, die für einen demokratischen Wandel demonstriert hatten.[38] Genau drei Monate später wurde der Sudan nach Bildung einer Übergangsregierung wieder aufgenommen.[39] Nach dem Militärputsch im Sudan 2021 wurde der Sudan am 27. Oktober erneut suspendiert.[40]
- Am 10. September 2021 wurde Guinea nach einem Militärputsch suspendiert.[41]
- Aufgrund des Militärputsches im Juli 2023 wurde die Mitgliedschaft des Niger am 22. August 2023 erneut suspendiert.[42]

### Mitgliedschaftsanträge
- Marokko trat 1984 wegen des Westsaharakonflikts aus der OAU aus. Am 22. September 2016 wurde ein offizieller Aufnahmeantrag bei der AU gestellt.[43] Am 30. Januar 2017 wurde das Land in die AU aufgenommen.[6]
- Somaliland, das sich 1991 von Somalia ohne internationale Anerkennung für unabhängig erklärte, hat 2005 einen Mitgliedschaftsantrag gestellt, der zunächst nicht bearbeitet wurde.[44]

## Weitere Kennzahlen
Aufgrund der großen Mitgliedschaftszahl der AU werden einige Daten regional aufgelistet (Bevölkerungsdaten Stand 2023. Räumliche Definitionen können je nach Quelle variieren):
| Region           | Bevölkerung in Mio. | Bevölkerungs- wachstum | Wanderungs- saldo | Lebens- erwartung in Jahren | CO2- Emission in Mio. | Waldfläche in Tsd. |
| ---------------- | ------------------- | ---------------------- | ----------------- | --------------------------- | --------------------- | ------------------ |
| Nordafrika       | 256                 | 1,7 %                  | −1 ‰              | 74                          | 139 t                 | 78.814 ha          |
| Ostafrika        | 483                 | 2,6 %                  | −1 ‰              | 65                          | 17 t                  | 73.197 ha          |
| Südliches Afrika | 70                  | 0,9 %                  | −2 ‰              | 64                          | 128 t                 | 194.320 ha         |
| Westafrika       | 442                 | 2,5 %                  | 0 ‰               | 58                          | 33 t                  | 73.234 ha          |
| Zentralafrika    | 202                 | 3 %                    | −1 ‰              | 60                          | 14 t                  | 254.854 ha         |
| Gesamt           | 1.453               | 2,4 %                  | 0 ‰               | 64                          | 331 t                 | 674.419 ha         |

## Herausforderungen
Ein dauerhafter Wandel hin zu demokratischer Stabilität wird in einigen Ländern durch bewaffnete Konflikte, politische, religiöse und ethnische Spannungen, Grenzstreitigkeiten und instabile staatliche Strukturen gefährdet. Auch Korruption, Kapitalflucht, Staatsverschuldung, Abhängigkeit von globalen Rohstoffmärkten, internationaler Raubbau an natürlichen Rohstoffvorkommen, Abwanderung qualifizierter Fachkräfte und ungerechte Regelungen des Welthandels verlangsamen Fortschritte in den Bereichen Staat, Gesellschaft und Wirtschaft. Darüber hinaus leben fast 40 Prozent der Bevölkerung ohne ausreichende Wasserversorgung, knapp 70 Prozent ohne angemessene Sanitärversorgung.
Dennoch hat der Kontinent im ersten Jahrzehnt des 21. Jahrhunderts die längste Wachstumsperiode seit den 1960er Jahren erlebt. Die durchschnittliche Wachstumsrate lag bei fast sechs Prozent, mehrere afrikanische Länder zählten zu den weltweit am schnellsten wachsenden Volkswirtschaften. Auch die globale Finanz- und Wirtschaftskrise erwirkte nur eine kurzfristige Abschwächung des Wachstums in Subsahara-Afrika. Nach Angaben der Weltbank lag es im Jahr 2010 bei 5,1 %. Für das Jahr 2018 wies die Weltbank ein Wachstum von 2,8 % aus. Damit lag das Wirtschaftswachstum des Subsahara-Raumes über dem kontinentalen Bevölkerungswachstum, welches im selben Jahr 2,7 Prozent betrug.
Eine weitere Aufgabenstellung sind die mangelnde medizinische Versorgung vieler ländlicher Bereiche Afrikas und die gravierenden Auswirkungen der Immunschwächekrankheit AIDS sowie weiterer Infektionskrankheiten wie Malaria, Tuberkulose und Ebola. Verschärft wird dieses Problem durch Wegzug ausgebildeter Ärzte aus einzelnen Regionen in entwickelte Länder. So ist die Zahl behandelnder Ärzte für dringende Bedarfsfälle – wie bei der Ebola-Epidemie ab 2014 – sehr gering.

## Präsidenten der Afrikanischen Union

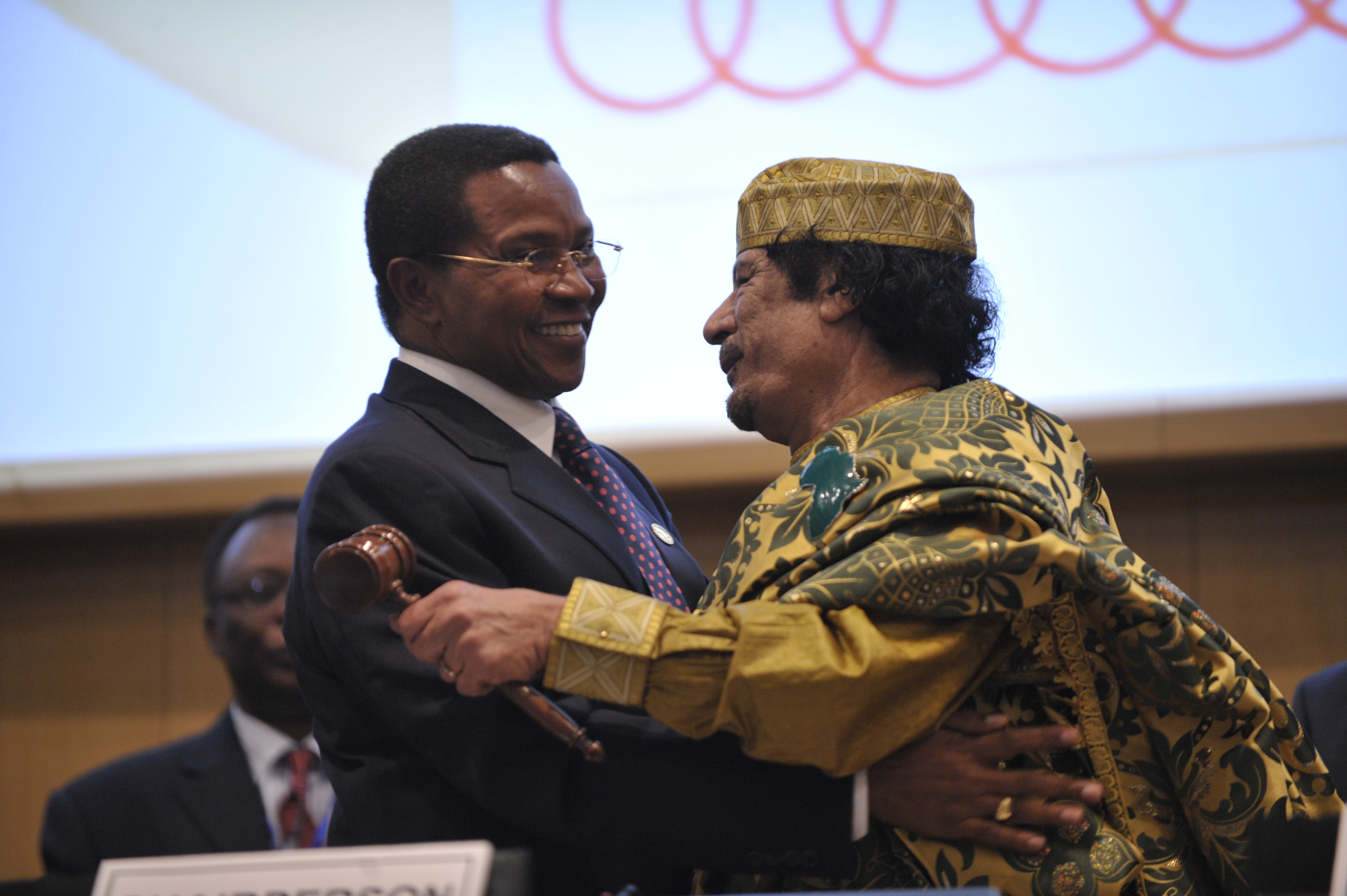
Muammar al-Gaddafi (rechts), führender Initiator der AU, zusammen mit Jakaya Kikwete (links) auf dem 12. AU-Gipfeltreffen (2009)

| Amtszeit              | Präsident/in                  | Mitgliedstaat                |
| --------------------- | ----------------------------- | ---------------------------- |
| Juli 2002 – Juli 2003 | Thabo Mbeki                   | Südafrika                    |
| Juli 2003 – Juli 2004 | Joaquim Alberto Chissano      | Mosambik                     |
| Juli 2004 – Jan. 2006 | Olusegun Obasanjo             | Nigeria                      |
| Jan. 2006 – Jan. 2007 | Denis Sassou-Nguesso          | Republik Kongo               |
| Jan. 2007 – Feb. 2008 | John Agyekum Kufuor           | Ghana                        |
| Feb. 2008 – Jan. 2009 | Jakaya Kikwete                | Tansania                     |
| Feb. 2009 – Jan. 2010 | Muammar al-Gaddafi            | Libyen                       |
| Jan. 2010 – Jan. 2011 | Bingu wa Mutharika            | Malawi                       |
| Jan. 2011 – Jan. 2012 | Teodoro Obiang Nguema Mbasogo | Äquatorialguinea             |
| Jan. 2012 – Jan. 2013 | Boni Yayi                     | Benin                        |
| Jan. 2013 – Jan. 2014 | Hailemariam Desalegn          | Äthiopien                    |
| Jan. 2014 – Jan. 2015 | Mohamed Ould Abdel Aziz       | Mauretanien                  |
| Jan. 2015 – Jan. 2016 | Robert Mugabe                 | Simbabwe                     |
| Jan. 2016 – Jan. 2017 | Idriss Déby                   | Tschad                       |
| Jan. 2017 – Jan. 2018 | Alpha Condé                   | Guinea                       |
| Jan. 2018 – Feb. 2019 | Paul Kagame                   | Ruanda                       |
| Feb. 2019 – Feb. 2020 | Abd al-Fattah as-Sisi         | Ägypten                      |
| Feb. 2020 – Feb. 2021 | Cyril Ramaphosa               | Südafrika                    |
| Feb. 2021 – Feb. 2022 | Félix Tshisekedi              | Demokratische Republik Kongo |
| Feb. 2022 – Feb. 2023 | Macky Sall                    | Senegal                      |
| Feb. 2023 – Feb. 2024 | Azali Assoumani               | Komoren                      |
| Feb. 2024 – Feb. 2025 | Mohamed Ould Ghazouani        | Mauretanien                  |
| seit 15. Februar 2025 | João Lourenço                 | Angola                       |

## Kommission der Afrikanischen Union
Die Kommission übernimmt exekutive Aufgaben. Sie besteht seit 2021 aus sechs, davor acht Kommissaren, einem Vorsitzenden und einem stellvertretenden Vorsitzenden.
| Aufgabenbereich                                    | Name                       | Mitgliedstaat |
| -------------------------------------------------- | -------------------------- | ------------- |
| Vorsitzender                                       | Moussa Faki                | Tschad        |
| Stellvertretender Vorsitzender                     | Monique Nsanzabaganwa      | Ruanda        |
| Soziale Angelegenheiten (HHS)                      | Minata Samaté Cessouma     | Burkina Faso  |
| Handel und Industrie (ETTIM)                       | Albert M. Muchanga         | Sambia        |
| Politik, Frieden und Sicherheit (PAPS)             | Bankole Adeoye             | Nigeria       |
| Infrastruktur und Energie (IE)                     | Amani Abou-Zeid            | Ägypten       |
| Personalwesen, Wissenschaft und Technologie (ESTI) | Mohamed Belhocine          | Algerien      |
| Ländliche Wirtschaft und Landwirtschaft (ARBE)     | Sacko Josefa Leonel Correa | Angola        |

| Amtszeit  | Vorsitzender           | Mitgliedstaat  |
| --------- | ---------------------- | -------------- |
| 2002–2003 | Amara Essy (Interim)   | Elfenbeinküste |
| 2003–2008 | Alpha Oumar Konaré     | Mali           |
| 2008–2012 | Jean Ping              | Gabun          |
| 2012–2017 | Nkosazana Dlamini-Zuma | Südafrika      |
| seit 2017 | Moussa Faki            | Tschad         |